# Costachorema hebdomon
Costachorema hebdomon là một loài Trichoptera trong họ Hydrobiosidae. Chúng phân bố ở miền Australasia.